# Безопасность туманных вычислений
Безопасность туманных вычислений (англ. fog computing security) — меры безопасности, применяемые для предотвращения несанкционированного доступа, использования, раскрытия, искажения, изменения, исследования, записи или уничтожения информации, обрабатываемой в инфраструктуре туманных вычислений. Основная задача безопасности туманных вычислений — сбалансированная защита конфиденциальности, целостности и доступности данных, с учётом целесообразности применения и без какого-либо ущерба производительности инфраструктуры. Это достигается, в основном, посредством многоэтапного процесса управления рисками, который позволяет идентифицировать основные средства и нематериальные активы, источники угроз, уязвимости, потенциальную степень воздействия и возможности управления рисками. После определения критических проблем безопасности, характерных для конкретной реализации инфраструктуры туманных вычислений, вырабатываются необходимые политики безопасности, разрабатываются и реализуются стратегии с целью снижения вероятности реализации риска и минимизации возможных негативных последствий. Этот процесс сопровождается оценкой эффективности плана по управлению рисками.

## Туманные вычисления
Туманные вычисления (англ. fog computing) — децентрализованная вычислительная архитектура, с помощью которой данные обрабатываются и хранятся между источником происхождения и облачной инфраструктурой. Архитектура туманных вычислений официально введена компанией Cisco.
Архитектура туманных вычислений приводит к минимизации накладных расходов на передачу данных, впоследствии чего улучшается производительность вычислений на облачных платформах и уменьшается потребность в обработке и хранении больших объёмов избыточных данных. В основе парадигмы туманных вычислений лежит факт постоянного увеличения необходимого устройствам Интернета вещей (англ. Internet of Things (IoT)) объёма информации, причем количество информации (по объёму, разнообразию и скорости) также растет из-за постоянно расширяющегося количества устройств.
Устройства IoT предоставляют богатую функциональность для конечных пользователей. Эти устройства нуждаются в вычислительных ресурсах для обработки полученных данных, а для обеспечения высокого уровня качества требуются быстрые процессы принятия решений. Этот факт может привести к проблемам масштабируемости и надежности при использовании стандартной архитектуры клиент-сервер, где данные считываются клиентом и обрабатываются сервером. Если сервер будет перегружен в традиционной архитектуре клиент-сервер, тогда устройства могут оказаться непригодными для использования. Парадигма туманных вычислений призвана обеспечить масштабируемое децентрализованное решение этой проблемы. Это достигается путем создания новой иерархически распределенной и локальной платформы между облачной системой и устройствами конечного пользователя. Платформа туманных вычислений способна фильтровать, агрегировать, обрабатывать, анализировать и передавать данные, что приводит к экономии времени и ресурсов связи.
Парадигму туманных вычислений можно рассматривать (в широком смысле) как инструмент для многих передовых технологий. Можно выделить основные функциональности, предоставляемые туманными системами:
- быстрый анализ;
- интероперабельность между устройствами;
- увеличение или уменьшение времени отклика;
- централизованное управление устройствами IoT или управление конкретной машиной;
- низкое потребление пропускной способности;
- эффективное энергопотребление;
- абстракция устройства и многие другие.

## Критические проблемы безопасности туманных систем
Туманные вычисления используются для повышения удобства использования облачной платформы и увеличения её потенциала. С появлением широкой применимости тумана и аналогичных технологий, таких как граничные вычисления (Edge computing), облачка (Cloudlets) и микроцентр данных (Micro-data center), увеличивается и количество атак, которые могут поставить под угрозу конфиденциальность, целостность и доступность информации, обрабатываемой в них.Эти проблемы напрямую влияют на распределенный, общий характер облачных вычислений. Являясь виртуализированной средой, такой же как облако, платформа тумана также может быть затронута теми же угрозами.
Cloud Security Alliance совместно с другими исследователями определили следующие критические проблемы безопасности, существующие в облачных и туманных инфраструктурах:
- Целевая кибератака (англ. Advance Persistent Threats (APT)) — атака, целью которой является компрометация инфраструктуры компании, в результате которой похищаются данные и интеллектуальная собственность компании.
- Проблема системы контроля и управления доступом (англ. Access Сontrol Issues (ACI)) — связана с атаками, приводящими к некорректному управлению доступом, позволяющими любому неавторизованному пользователю получать данные и привилегия для установки программного обеспечения на устройства и изменения их конфигураций.
- Удержание аккаунта (англ. Account Hijacking (AH)) — атаки, целью которых является захват учётных записей пользователей для злонамеренной действий. Фишинг — это потенциальный метод захвата аккаунта.
- Отказ в обслуживании (англ. Denial of Service (DoS)) — атаки, в результате которых подавляются конечные ресурсы системы, и законные пользователи не могут использовать её данные и приложения.
- Нарушение конфиденциальности данных (англ. Data Breach (DB)) — связано с атаками, в результате которых злоумышленником освобождаются или похищаются конфиденциальные, защищенные данные пользователей.
- Потеря данных (англ. Data Loss (DL)) — связана с атаками, в результате которых данные случайно (или злонамеренно) удаляются из системы. Потеря данных не обязательно может быть результатом атаки, а также может возникнуть из-за, например, стихийного бедствия.
- Ошибки реализации API (англ. Insecure API (IA)) — многие поставщики облаков/тумана предоставляют интерфейсы прикладного программирования (API) для использования пользователями. Безопасность этих API-интерфейсов имеет решающее значение для безопасности любых реализованных приложений.
- Уязвимости в системе и приложениях (англ. System and Application Vulnerabilities (SAV)) — это ошибки, связанные с неправильной конфигурацией программного обеспечения, с помощью которых злоумышленник может проникнуть в систему и её скомпрометировать.
- Проблема внутреннего злоумышленника (англ. Malicious Insider (MI)) — в системе может существовать пользователь, который имеет авторизованный доступ к сети и системе, но решил действовать злонамеренно.
- Проблема недостаточной должной добросовестности (англ. Insufficient Due Diligence (IDD)) — связана с ошибками, возникающими в результате спешки организации в принятии, разработке и внедрения функциональности в систему без достаточного тестирования.
- Злоупотребление и недобросовестное использование (англ. Abuse and Nefarious Use (ANU)) — ситуация возникает, когда ресурсы предоставляются бесплатно, а злонамеренные пользователи используют указанные ресурсы для совершения злонамеренных действий.
- Общие проблемы технологии (англ. Shared Technology Issues (STI)) — проблемы возникают из-за совместного использования инфраструктур, платформ или приложений. Например, базовые аппаратные компоненты не были разработаны для обеспечения сильных изолирующих свойств.

## Применения туманных технологий и соответствующие уязвимости

### Веб-оптимизация
Исследователи из Cisco используют туманные вычисления для повышения производительности веб-сайтов. Вместо того, чтобы совершать обратную «поездку» для каждого HTTP-запроса для контента, таблиц стилей, перенаправления, загрузки сценариев и изображений, узлы тумана могут помочь в их сборе, объединении и выполнении. Кроме того, туманные узлы могут различать пользователей на основе MAC-адресов или cookie-файлов, отслеживать и управлять пользовательскими запросами, файлами кэша, определять состояние локальной сети.
Использование тумана для оптимизации веб-сервисов также приведет к проблемам безопасности веб-сайта. Если пользовательский ввод не проверен надлежащим образом, приложение становится уязвимым для атак с инъекциями кода, таких как SQL-инъекция. Это может привести к компрометации всей базы данных тумана или пересылке изменённой информации на центральный сервер. Аналогичным образом, небезопасность в веб-API, захват сеанса и cookie-файлов (представляющих собой законного пользователя), вредоносные перенаправления и атаки с помощью приводов могут скомпрометировать туман и пользователей в нём.

### Предоставление мобильных сетей 5G
Мобильные приложения являются частью современной жизни, и их интенсивное использование привело к экспоненциальному росту потребления мобильных данных и требований к мобильным сетям 5G. Туманные вычисления могут не только обеспечить сеть 5G лучшим качеством обслуживания, но также могут помочь в прогнозировании будущей потребности мобильных пользователей. Узлы тумана распределены в непосредственной близости от пользователей: такое расположение системы уменьшает задержку и позволяет устанавливать соседние локализованные соединения. Интеллектуальные вычисления в тумане также могут решить проблемы балансировки нагрузки в сети 5G. Граничные вычисления также используются для уменьшения латентности сети, обеспечения высокоэффективной доставки услуг и улучшения пользовательского интерфейса с использованием NLV и SDN.
Без надлежащего обеспечения виртуализованной инфраструктуры узлов тумана в сети 5G поставщики рискуют оказаться неспособными достичь желаемой производительности. Один взломанный узел тумана в мобильной сети 5G может генерировать потенциальную точку входа для атаки Man-in-the-Middle (MITM) и прерывать всех подключенных пользователей, злоупотреблять службой, превышая лимит передаваемых данных и повреждать соседние узлы тумана. Атака MITM также может быть запущена вредоносным внутренним пользователем. Наиболее распространенным способом устранения таких проблем является шифрование связи с симметричными или асимметричными алгоритмами, взаимная аутентификация с использованием протокола OAuth2 и обеспечение изоляции скомпрометированных узлов и закрепления сертификатов.

### Улучшение пропускной способности для интеллектуальных счетчиков
При развертывании умных сетей электроснабжения (Smart Grids) большие объёмы данных собираются, обрабатываются и передаются с интеллектуальных счетчиков с использованием блоков агрегации данных (DAU). Система управления данными счетчиков (MDMS) использует генерируемые данные для прогнозирования будущих потребностей в энергии. Процесс агрегации данных занимает много времени из-за низкой пропускной способности аппаратного обеспечения, но может быть улучшен с помощью туманных вычислений. Во-первых, маршрутизатор на основе тумана связан с интеллектуальными счетчиками, которые накапливают считываемые данные всех подконтрольных счетчиков в течение заранее определённого времени. Во-вторых, все результаты передаются во второй туман, который выполняет процессы восстановления и агрегации данных. Подобная архитектура создана для AMI, где туманные вычисления помогли уменьшить латентность системы и погрешность конечных результатов, а также увеличить расстояние из-за лучшей осведомленности о местоположении счетчиков и о топологии сети.
Хотя для агрегирования и обработки используются сложное программное обеспечение, базы данных и аппаратное обеспечение большой емкости, данные могут быть легко реплицированы, разделены, изменены и удалены любым вредоносным промежуточным или поддельным внешним узлом с использованием атаки Сивиллы. Узлы тумана постоянно обрабатывают, анализируют и накапливают данные для получения информации, и становится трудно сохранить целостность данных и предотвратить их потерю. Чтобы устранить эти проблемы, политики безопасности и стратегии должны быть интегрированы в тумане для отслеживания информации о потреблении энергии вместе с планами действий в чрезвычайных ситуациях и протоколами аварийного восстановления.

### Обработка потока видеонаблюдения
Туманные вычисления могут играть важную роль, когда требуется эффективная обработка и мгновенное принятие решений. Например, отслеживание нескольких целей в потоке видеороликов. Вместо того, чтобы отправлять видеопотоки в облачное приложение, оно направляется к ближайшему узлу тумана. Любые мобильные устройства, такое как планшеты, смартфоны и ноутбуки, могут стать узлом тумана, запускать алгоритмы отслеживания и обрабатывать необработанные видеопотоки, что позволяет сократить задержку передачи данных из зоны наблюдения в облако. Проксимальный алгоритм также может быть реализован в узлах тумана широкомасштабной службы потоковой передачи видео и может решить проблему совместного распределения ресурсов.
Поток видеоданных, создаваемый датчиками камеры, отправляется в соответствующие узлы тумана, где он сохраняется и обрабатывается. Конфиденциальность потока должна поддерживаться, поскольку она содержит аудио и визуальные данные, которые передаются гетерогенным клиентам. Важна безопасность не только узла тумана, но и всей сети и всеx устройств конечного пользователя, участвующих в передаче. Если платформа или туман содержит уязвимости, видеопоток можно просмотреть, изменить и уничтожить. Важно, чтобы узел тумана обеспечивал безопасное соединение между всеми коммуникационными устройствами и защищал мультимедийный контент методами обфускации, мелкозернистым контролем доступа, создавал новую ссылку для видеопотока, реализовывал избирательное шифрование и ограничивал количество подключений.

### Совершенствование систем здравоохранения
Туманные вычисления применяются в системах здравоохранения и ухода за пожилыми людьми. Используя большое количество датчиков, можно создать интеллектуальную инфраструктуру здравоохранения, где семантическая маркировка и классификация данных выполняются в слое тумана, предоставляя уточненные данные в облачную систему для дальнейшей обработки. Ещё одно применение туманных вычислений в здравоохранении включает обработку электрокардиограмм (ЭКГ) для диагностики сердечных заболеваний.
Медицинские записи пациентов содержат конфиденциальные данные, и на любой туманной платформе есть несколько точек, где они могут быть скомпрометированы, например, путем использования любой уязвимости системы и приложения, несанкционированного доступа к данным во время хранения или во время передачи, из-за угроз злонамеренных инсайдеров и возможностей совместного использования данных с другими системами. Вполне возможно скомпрометировать конфиденциальность пациентов, целостность данных и доступность системы, используя датчики и их базовую коммуникационную сеть. Беспроводные датчики обычно работают в открытой, беспристрастной и враждебной среде. Такая легкость доступа может увеличить шансы на атаки, такие как DoS, нарушение отчетов и выборочные атаки переадресации. Чтобы избежать таких проблем, необходимо соблюдать строгие политики для поддержания высокого уровня контроля с использованием многофакторной или взаимной аутентификации, частных сетей и частичного (выборочного) шифрования.

### Автомобильные сети и безопасность дорожного движения
Новая автомобильная архитектура Adhoc Networks была предложена с использованием туманных вычислений, называемой VANET с программным обеспечением FDN (FDN). Для повышения безопасности дорожного движения была разработана система контроля за нарушениями правил на основе разумных решений на основе тумана. Предлагаемая система имеет три уровня: нижнюю, среднюю и верхнюю. Нижний уровень способен обнаруживать телефоны в руках во время вождения и номер автомобиля с помощью датчиков камеры, а также отправлять информацию на ближайший узел тумана. В среднем уровне туман подтверждает, что водитель намеренно нарушает правила и передает информацию идентификатора транспортного средства на облачный сервер. Наконец, в верхнем слое облачный сервер выдает решение о нарушении трафика и предупреждает соответствующие органы.
Проблемы безопасности тумана в автомобильных и дорожных сетях аналогичны тем, которые связаны с мобильными сетями 5G с точки зрения проблем, возникающих в результате использования совместно используемых технологий. Кроме того, транспортные сети не имеют фиксированной инфраструктуры, и из-за большого количества соединений между одними и теми же узлами существует несколько маршрутов. Такие сети подвергаются потенциальным DoS-атакам и утечкам данных из-за отсутствия централизованных полномочий. Кроме того, все коммуникации являются беспроводными и, следовательно, в них существует вероятность повторного воспроизведения сообщений и их искажения. Наиболее распространенным способом устранения таких проблем является внедрение надежной аутентификации, шифрования связи, службы управления ключами, регулярного аудита и безопасной маршрутизации.

### Другие сферы применения туманных технологий
Можно также выделить и другие сферы применения туманных технологий:
- Виртуализированный радиодоступ[32];
- Сбор и предварительная обработка речевых данных[33];
- Расширенное взаимодействие с AI[34][35];
- Управление ресурсами в микроцентрах[36];
- Экономия энергии при облачных вычислениях[37][38];
- Реакция на стихийные бедствия и враждебную среду[39].

## Угрозы безопасности в областях применения тумана
В таблице 1 представлена взаимосвязь областей применения туманных вычислений и проблем безопасности, возникающих в соответствующих реализациях туманных систем.
| Область применения                      | APT | ACI | AH | DoS | DB | DL | IA | SAV | MI | IDD | ANU | STI |
| Виртуализированные системы радиодоступа | ✓   | ✓   | ✓  |     | ✓  |    |    | ✓   | ✓  |     | ✓   | ✓   |
| Веб-оптимизация                         |     |     | ✓  |     |    | ✓  | ✓  |     |    |     |     |     |
| 5G мобильные сети                       |     |     |    |     | ✓  | ✓  |    |     | ✓  |     | ✓   | ✓   |
| Интеллектуальные счетчики               |     | ✓   |    |     |    | ✓  |    |     | ✓  |     |     |     |
| Системы здравоохранения                 |     | ✓   | ✓  | ✓   | ✓  |    | ✓  | ✓   | ✓  |     |     |     |
| Обработка видеоизображения              | ✓   |     |    |     | ✓  |    |    |     |    | ✓   |     |     |
| Автомобильные сети                      |     |     |    | ✓   | ✓  |    |    |     |    |     |     | ✓   |
| Прослеживаемость продукции              |     |     | ✓  |     |    | ✓  |    | ✓   |    |     |     |     |
| Речевые данные                          |     |     |    |     |    | ✓  |    |     | ✓  |     |     |     |
| Взаимодействие с НКИ                    | ✓   | ✓   |    |     | ✓  |    |    |     |    | ✓   |     |     |
| Управление ресурсами                    |     | ✓   | ✓  | ✓   |    |    |    |     | ✓  | ✓   | ✓   | ✓   |
| Сокращение потребляемой энергии         |     |     |    |     | ✓  | ✓  |    |     |    |     |     |     |
| Реакция на стихийные бедствия           |     | ✓   |    | ✓   |    |    |    |     |    | ✓   |     |     |

## Решение проблем безопасности туманных систем
В таблице 2 приведена сводка угроз безопасности, мер по предотвращению этих угроз и последствий атаки на реализацию инфраструктуры туманных вычислений.
| Категория атаки                            | Возможные угрозы | Возможные решения | Последствия атаки |
| Вопросы виртуализации                      | 1) Гипервизорные атаки 2) Атаки на основе VM 3) Слабая или не логическая сегрегация 4) Атака по сторонним каналам 5) Злоупотребление сервисом 6) Неэффективные политики ресурсов                                                          | 1) Многофакторная аутентификация 2) Система обнаружения вторжений 3) Изоляция пользовательских данных 4) Шифрование на основе атрибута/идентификации 5) Модель управления доступом на основе ролей 6) Модель пользовательских разрешений 7) Изоляция процесса | Поскольку все службы и виртуальные машины выполняются в виртуализованной среде, злоумышленник будет оказывать неблагоприятное воздействие на все сервисы, данные и пользователей тумана |
| Проблемы с веб-безопасностью               | 1) SQL-инъекция 2) Межсайтовый скриптинг 3) CSRF атаки 4) Захват сеанса/учетной записи 5) Вредоносные перенаправления 6) Drive-by атаки                                                                                                   | 1) Безопасный код 2) Поиск и исправление уязвимостей 3) Регулярные обновления программного обеспечения 4) Периодический аудит 5) Брандмауэр 6) Антивирусная защита 7) Система предотвращения вторжений                                                        | Незащищенность конфиденциальной информации, злоумышленник может стать легитимной частью сети и установить вредоносные приложения                                                        |
| Проблемы внутренней и внешней связи        | 1) Атака «Человек-в-середине» 2) Неэффективные правила/политики 3) Плохое управление доступом 4) Удержание сессии/аккаунта 5) Незащищенные API и сервисы 6) Уязвимости приложений 7) Одноточечная неисправность                           | 1) Зашифрованная связь 2) Взаимная/многофакторная аутентификация 3) Частичное шифрование 4) Изоляция скомпрометированных узлов 5) Удостоверение сертификатом 6) Ограничение количества подключений 7) Безопасность транспортного уровня (TLS)                 | Атакующий может получить конфиденциальную информацию путем подслушивания и получить доступ к несанкционированным ресурсам тумана                                                        |
| Проблемы, связанные с безопасностью данных | 1) Репликация и совместное использование данных 2) Изменение и удаление данных 3) Незаконный доступ к данным 4) Вопросы владения данными 5) Низкий уровень допуска 6) Проблемы с несколькими арендаторами 7) Атаки «Отказ в обслуживании» | 1) Применение политик безопасности 2) Безопасное архитектурное проектирование 3) Шифрование 4) Управление ключами безопасности 5) Обфускация 6) Маскирование данных 7) Классификация данных 8) Мониторинг сети                                                | Высокая вероятность незаконного доступа к файлам и базам данных, злоумышленник может скомпрометировать данные пользователя и системы тумана                                             |
| Проблемы безопасности беспроводной сети    | 1) Active impersonation 2) Атаки повтором сообщений 3) Проблемы с искажениями сообщений 4) Потери данных 5) Взлом данных 6) Sniffing атаки 7) Недопустимое потребление ресурсов                                                           | 1) Аутентификация 2) Зашифрованная связь 3) Служба управления ключами 4) Безопасная маршрутизация 5) Частная сеть 6) Беспроводные протоколы безопасности | Уязвимые точки беспроводного доступа могут нарушить конфиденциальность, последовательность, точность, доступность и надёжность                                                          |
| Вредоносные программы                      | 1) Вирусы 2) Трояны 3) Черви 4) Вымогатели 5) Шпионы 6) Руткиты 7) Снижение производительности | 1) Антивирусные программы 2) Система обнаружения вторжений 3) Строгие резервные копии данных 4) Устранение уязвимостей 5) Точки восстановления системы | Вредоносные зараженные узлы снижают производительность всего тумана, создают back-doors к системе, повреждают данные на постоянной основе                                               |

## Аналогичные технологии и архитектуры
Хотя термин туманные вычисления был впервые придумал Cisco, аналогичные концепции были исследованы и разработаны и другими организациями. Можно выделить три основные технологии и их ключевые отличия от туманных систем:
1. Краевые вычисления (англ. Edge Computing) — выполняет локальную обработку информации на устройстве с помощью программируемых контроллеров автоматизации (PAC)[42]. Эта технология имеет преимущества перед туманными вычислениями[41], поскольку уменьшает количество точек отказа и делает каждое устройство более независимым. Однако одна и та же функциональность на конечных устройствах затрудняет управление и накопление данных в крупных сетях, таких как IoT[43].
2. Облачки (англ. Cloudlet) — это средняя часть трехуровневой иерархии «мобильное устройство — облачко — облако». Существует четыре основных свойства облачков: оно полностью автономное, оно обладает достаточной вычислительной мощностью, но низкой сквозной задержкой, и оно основано на стандартной облачной технологии[44]. Облачко отличается от туманных вычислений, поскольку виртуализация приложений не подходит для такой среды, так как потребляет больше ресурсов и не может работать в автономном режиме[45].
3. Микроцентры данных (англ. Micro-data center) — это небольшой и полностью функциональный центр обработки данных, содержащий несколько серверов и способный обеспечить множество виртуальных машин. Многие технологии, в том числе туманные вычисления, могут извлечь выгоду из центров обработки микроданных, поскольку использование данной технологии снижает латентность, повышает надежность, такое решение относительно переносимо, имеет встроенные протоколы безопасности, экономит потребление полосы пропускания посредством сжатия данных и может вместить множество новых сервисов.